# Chlorerythra
Chlorerythra là một chi bướm đêm thuộc họ Geometridae.

## Các loài
- Chlorerythra rubriplaga Warren, 1895